# Рюмін Валерій Вікторович
Валерій Вікторович Рюмін (16 серпня 1939, Комсомольськ-на-Амурі — 6 червня 2022) — радянський космонавт — бортінженер космічних кораблів (КК) «Союз-25», «Союз-32» («Союз-34») «Союз-35» («Союз-37») і орбітальної станції (ОС)" Салют-6", льотчик-космонавт СРСР № 41, льотчик СРСР, двічі Герой Радянського Союзу.

## Біографія

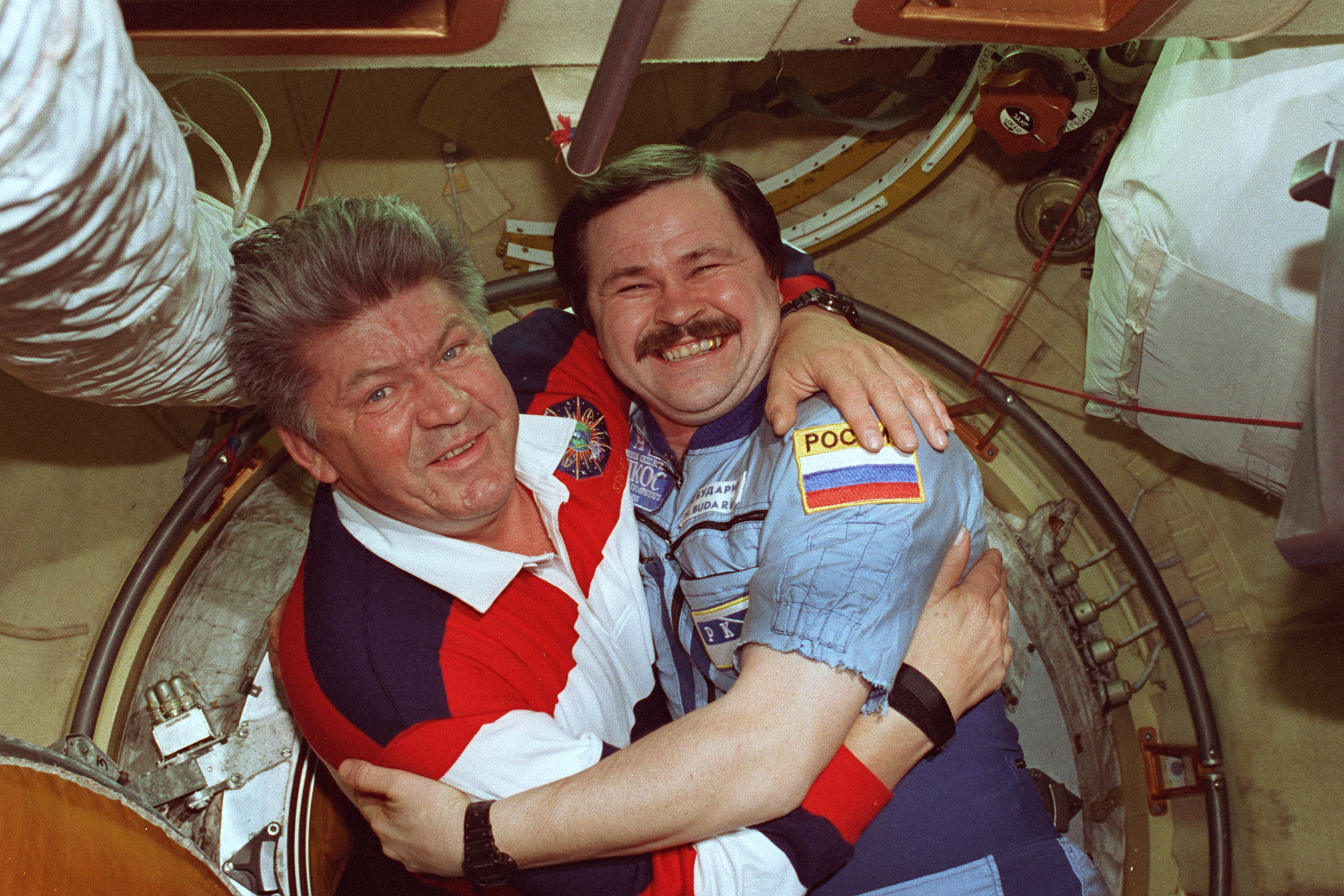
Валерій Рюмін і Микола Бударін на борту станції «Мир». Червень 1998

Народився 16 серпня 1939 року в місті Комсомольськ-на-Амурі в сім'ї службовця.
Після закінчення середньої школи він вступив до Калінінградський механічний технікум в Московській області, на спеціальність холодна обробка металу. Після закінчення в 1958 році технікуму він продовжив свою освіту, вступивши на факультет електроніки та обчислювальної техніки Московського лісотехнічного інституту, диплом якого він отримав у 1966 році. Потім він поступив на роботу в ОКБ-1 («Конструкторське бюро С. П. Корольова»). Він брав участь в розробці документації для електричних випробувань пілотованого корабля «7К-Л1» для обльоту Місяця. Неодноразово призначався керівником випробувань і технічним керівником на технічній позиції. У 1972 році став членом КПРС.
У загоні радянських космонавтів з 1973 року, де пройшов повний курс загальнокосмічної підготовки, підготовки до польотів на космічних кораблях типу «Союз» і орбітальних станціях типу «Салют».
Здійснив три польоти в космос як бортінженер.
Перший — 9-11 жовтня 1977 спільно з командиром корабля Володимиром Коваленком на кораблі «Союз-25», у програмі якого передбачалася стикування з ОС «Салют-6» та роботу на її борту, але через несправність космічного корабля стикування було скасовано, політ припинено достроково.
25 лютого — 19 серпня 1979 В. В. Рюмін спільно з командиром корабля Володимиром Ляховим здійснив другий космічний політ на кораблі «Союз-32» і орбітальному науково-дослідному комплексі «Салют-6» — «Союз». На той період, це був найтриваліший 175-денний орбітальний політ, в ході якого, 15 серпня 1979 космонавти Рюмін та Ляхов зорбили позаплановий вихід у відкритий космос, де провели відділення зачепився за елементи конструкції станції антени космічного радіотелескопу КРТ-10, пробувши поза корабля 1 година 23 хвилини. Повернення на Землю здійснене на борту космічного корабля «Союз-34».

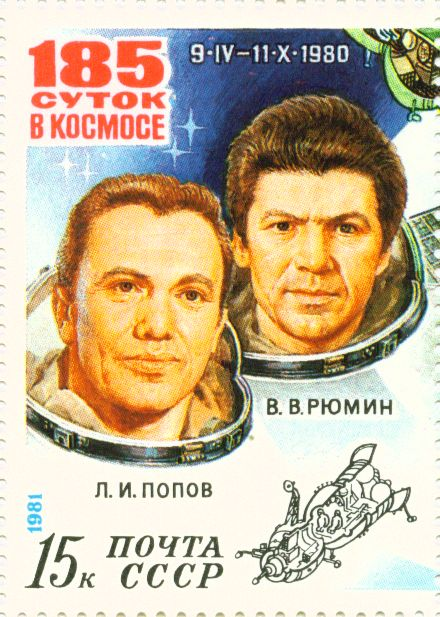
Леонід Попов і Валерій Рюмін на поштовій марці СРСР

Указом Президії Верховної Ради СРСР від 19 серпня 1979 року за мужність і героїзм, проявлені в польоті, льотчику-космонавту Рюміну Валерію Вікторовичу присвоєно звання Героя Радянського Союзу з врученням ордена Леніна і медалі «Золота Зірка» (№ 11429).
9 квітня — 11 жовтня 1980 Валерій Рюмін здійснив третій політ на КК «Союз-35» (командир — Леонід Попов) і орбітальному науково-дослідному комплексі «Салют-6» — «Союз». Це був черговий рекорд тривалості польоту — 185 діб, під час якого основний екіпаж ОС прийняв чотири експедиції відвідування, в тому числі три — міжнародних; провів великий обсяг різних досліджень, експериментів, а також ремонтно-відновлювальних робіт. По завершенні програми польоту космонавти Попов і Рюмін повернулися на Землю на кораблі «Союз-37».
Указом Президії Верховної Ради СРСР від 11 жовтня 1980 року за успішне здійснення цього польоту Рюмін Валерій Вікторович нагороджений другою медаллю «Золота Зірка».
Покинувши 28 жовтня 1987 Загін космонавтів, у зв'язку з виходом на пенсію, мужній підкорювач космосу працював в Центрі управління польотами.
У липні 1997 року рішенням Державної міжвідомчої комісії (ГМВК) за погодженням з NASA, що знаходиться на заслуженому відпочинку радянський космонавт Валерій Рюмін, був відібраний для польоту на шатлі за програмою STS-91. З 5 вересня 1997 по червень 1998 року він проходив підготовку в Космічному центрі імені Джонсона в США у складі екіпажу шатла Discovery як фахівець польоту.
Четвертий політ у космос, тривалістю 9 діб 19 годин 55 хвилин 1 секунда, 59-річний В. В. Рюмін здійснив у період з 2 по 12 червня 1998 року в як фахівець польоту шаттла Discovery STS-91. Програма польоту включала 9-ту (і останню) стиковку з орбітальним комплексом «Мир».
У день завершення четвертого польоту — підполковник запасу В. В. Рюмін — знову космонавт-пенсіонер.
Дружина В. В. Рюміна — льотчик-космонавт РФ, Герой РФ Олена Кондакова.
Нагороджений трьома орденами Леніна, орденом РФ «За заслуги перед Вітчизною» 4-го ступеня, медалями. Герой Угорської Народної Республіки, Герой Праці Соціалістичної Республіки В'єтнам, Герой Республіки Куба. Удостоєний золотої медалі імені К. Е. Ціолковського АН СРСР. Почесний член Міжнародної академії астронавтики.
Бронзовий бюст двічі Героя Радянського Союзу Рюміна В. В. встановлено на його батьківщині.

## Хронологія

### Освіта і професійна робота

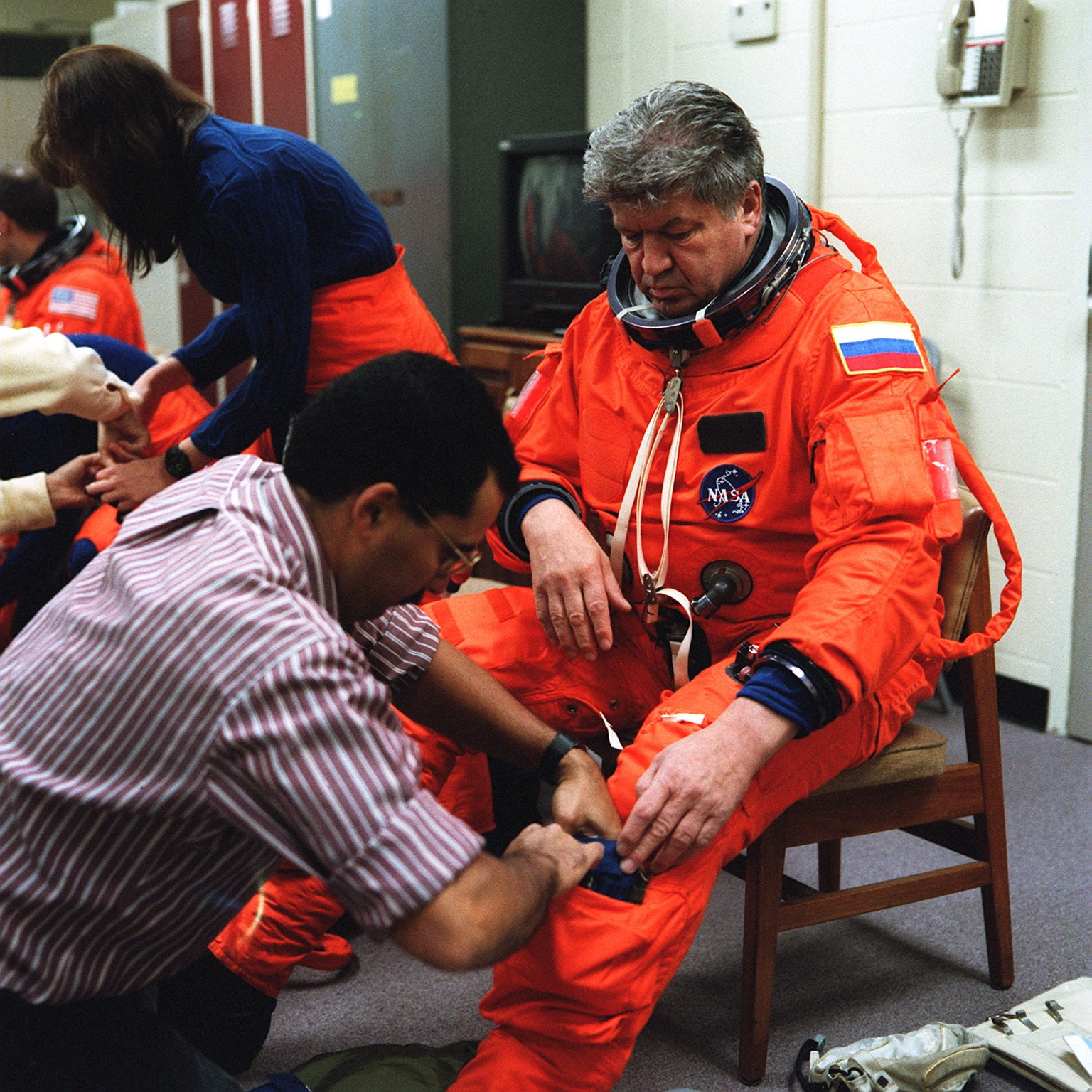
Рюмін під час тренування. Квітень 1998

- 1954 — закінчив початкову школу в одному з сіл Московської області.
- 1958 — він закінчив технікум Калінінград. Протягом кількох місяців він працював токарем-стажиста в конструкторському бюро імені Корольова.
- 1958 - 1961 — Завершив військову службу в бронетанкових військ.
- 1961 - 1966 — був студентом в Московський інженерного господарства (МЛТІ — Московський лісотехнічний інститут). Після його закінчення отримав звання інженера-електрика.
- 1965 - 1970 — Осінь 1965 почав працювати стажером у конструкторському бюро КОРОЛЬОВ ОКБ-1 (ОКБ-1). Через рік був інженером у Центральному конструкторському бюро експериментального машинобудування (ЦКБЕМ) — тепер РКК "Енергія".
- 1970—1973 — був заступником головного конструктора орбітальної станції Салют.
- 1980 — Отримав ступінь кандидата технічних наук. У тому ж році став почесним членом Міжнародної академії астронавтики.

## Нагороди
- Двічі Герой Радянського Союзу (19 серпня 1979 року, 11 жовтня 1980)
- Орден «За заслуги перед Вітчизною» IV ступеня (1 липня 1999) — за заслуги перед державою, високі досягнення у виробничій діяльності і великий внесок у зміцнення дружби і співпраці між народами
- Три ордена Леніна (19 серпня 1979, 1979, 11 жовтня 1980)
- Герой Угорської Народної Республіки
- Герой Праці Соціалістичної Республіки В'єтнам
- Орден Хо Ши Міна (СРВ)
- Герой Куби
- Орден «Плайя Хірон» (Куба)
- Заслужений майстер спорту СРСР (1980)
- Почесний громадянин Олександрії[3]